# ニニンがシノブ伝
『ニニンがシノブ伝』（ニニンがシノブでん、英：2×2 = Shinobuden）は、古賀亮一による漫画作品、およびそれを原作とするテレビアニメ。月刊コミック電撃大王に2000年（平成12年）8月号から2006年（平成18年）3月号まで連載された。コミックスはメディアワークスから全4巻が発売。
2020年（令和2年）6月26日から続編『ニニンがシノブ伝ぷらす』がウェブコミック配信サイトのコミックNewtypeで連載開始。同年9月2日からニコニコ静画・ComicWalkerでも公開開始されている。

## 概要
ドジで天然ボケな見習い忍者・シノブと正体不明の生物・音速丸が起こす騒動をユーモラスに描いたギャグ漫画。ストーリーテリングよりも1コマ毎のコアでマニアックな小ネタの情報量で読ませるタイプ。百合的な雰囲気になる美少女・謎の生物・漫画やアニメなどに関するオタク的な会話・色っぽいお母さんなど、古賀亮一の漫画の特徴ともいえる設定が随所に盛り込まれており、そういった要素は2004年（平成16年）7月にテレビアニメ化された際も多分に反映された。
2話構成の62・63話「忍者、キャンプに行くの巻」と最終回以外は1話完結。最初のタイトル案は『サザンがくのいち、ニニンがシノブ伝』だったが、長いからと『サザンがくのいち』を外された。31話「サスケ伝、始まるの巻」扉にて使われたタイトルロゴ『サザンがサスケ伝』はその名残。

## 登場人物
※ 声優の欄は「原作版ドラマCD / テレビアニメ」で表記し、表記が一人分の場合はアニメの声優とする。
忍（しのぶ）
声 - 徳光由禾 / 水樹奈々
本作の主人公。私立忍者学園忍者学部くのいち学科在籍。忍者学園「い組」唯一のくのいち。天然ボケな性格のために、よく音速丸にからかわれる。任務中のなりゆきで楓に惚れてしまい、時にはセクハラ的な行為に及ぶこともある。最近では楓との「結婚」を真剣に考えている。い組の中では特に優秀らしいが、これは周囲の男忍者にロクなのがいない為とも言える。外見からはあまり強そうに見えず、忍法も中々上手く発動できないが、修行の末にできた傷が複数あり、忍者としての基礎体力は高い（楓はたった1日の修行で全身筋肉痛を起こしていた）。
原作・アニメ版共に、かなりグラマーな体型に描かれている。また、他の忍者達は黒系の色を基調とした装束に覆面という、一般的なイメージの忍者服を着用しているが、忍はピンクを基調とした派手な忍者服に紫色の手甲（ロンググローブ）と足袋（オーバーニーソックス）を着けている。巻いているハチマキに書かれた顔は忍の家の家紋であり、忍の感情によって表情が変わる。作者の脳内設定では年齢は楓の一つ上らしい。周囲に対しては基本的に敬語だが、「部下」の音速丸と妹の雅に対しては普通に話す。
原作の最終回では両親（父：ハヤテ・母：シズカ）も登場したが、アニメ版では登場しなかった。
音速丸（おんそくまる）
声 - 若本規夫 / 同左
忍に仕える鷹ということになっているが、顔のある直径30センチほどの黄色い球体に手足と翼がついている（手足や翼は球体内に引っ込んでいることも多い）という正体不明の怪生物で、作者自身が鷹ということを忘れており、「アニメの第1話を見て思い出した」と語る。本人も「趣味で鷹をやってる」と発言しているため鷹ではないらしい。急激かつ過剰に栄養を摂取したことにより副作用で人間体型になれるようになり、以降おもしろいので身長約2メートルのマッチョな体型などの様々な奇怪な体型に変化することも多くなる。
実は私立忍者学園「い組」の頭領であり忍だけは別人だと思っている。本当は「い組」の忍者たちの教育に当たらないといけないのだが、女の子にセクハラをするか男の忍者たちとオタク談義をするかで時間をつぶしている。殊に彼の語る「嘘武勇伝」は程よくエッチな要素が盛り込まれた聞き応え満点の内容で、サスケら男子忍者たちに大好評を博している。
年齢は不明だが、原作ではキセルを嗜む描写があることに加え、背中の羽根が10年周期で生え変わるらしく2回生え変わっていることから、20歳以上であることが示唆されている。アニメでは地獄に行く際に享年3歳と書かれていた。いつから忍者学園にいるのかは謎で、留年を繰り返した挙句、頭領にまで上り詰める。
アニメ版では「ろ組」の頭領である泉とは学生時代に何かあったらしいが不明。
アニメ版では、作中で音速丸は「○○野郎」を「○○やるるるぉぉう」と巻き舌で何度かしゃべっていたが、これは声を担当した若本のアドリブによるものらしい。また、最終話では同じく若本が声優を務めた『銀河英雄伝説』のオスカー・フォン・ロイエンタール提督のパロディーで「イゼルローンは陽動、本隊はフェザーン行きときたぜ」というギャグが挿入されている。本来の主人公である忍を差し置いて登場頻度が異様に高く、連載が行われていた『月刊コミック電撃大王』2004年10月号には「音速丸PVCボンボン」が特別付録となった。
『電撃テンジカーズ』にも悟空候補の一人としてゲスト出演している他、悟空の口から「音速さん」発言も飛び出ている。
雅（みやび）
声 - 宍戸留美 / 釘宮理恵
私立忍者学園呪術学部呪術学科小等部に在籍する忍の妹。姉とは対照的にしっかりした性格で呪術の腕前は天才と称され、呪符を利用した術を多用する。しかし、自分の呪術の腕前を過信して失敗することもしばしば。お姉ちゃん子だが、同級生の美少年タケルに恋をしたり、男装した姉にそれとは気付かず、ときめいたりしているなど異性にも関心がある。
料理はやった事が無く、アニメ版ではまともに料理を作れなかった。
不知火 楓（しらぬい かえで）
声 - 折笠富美子 / 川澄綾子
県立白土高校の女生徒。忍の任務の標的の場所が自身の家であったため、紆余曲折を経て忍と友人になる。言動がハキハキしているためか同性にもてるらしく、バレンタインデーには大量のチョコレートを貰う程。特に忍には熱愛され、最近では根負けして忍の求愛を受け入れつつある。両親とも穏やかな性格で家庭面では良好。他の登場人物がほとんどボケ役ばかりなのでツッコミ役を担当し、い組からも「ツッコミガール」として認定されている。作品中で音速丸のセクハラに曝される一番の被害者だが、殆ど必ず直後に猛攻を加えて返り討ちにしている。
実はオバケや怪談話が苦手である。
サスケ
声 - 大塚芳忠 / 関智一
私立忍者学園忍者学部忍者学科所属で"サスケ軍団"と称される「い組」のクラス委員長にして忍者代表。サスケを始め男忍者は常に覆面をしているので素顔は不明。両目の部分だけがピンク色に怪しく光っており、たとえどんなに蒸し暑い熱帯夜だろうが入浴時だろうが忍装束は脱いでも覆面だけは決して外さないため見分けがつかない。頭の中は、「女の子天使説」を唱えるなど思春期の少年のような異性に対する妄想・幻想でいっぱいだが、音速丸と違って女の子にセクハラ行為をしたり、手を出すようなことは決して無い。日ごろは専ら音速丸や仲間たちとオタク談義やモテトークに花を咲かせている。音速丸の味方を装いながら、音速丸にひどいことをすることも、しばしばだが逆にひどい目に遭わされることもある。毎日の鍛錬により、なかなかいい体つきをしている。ソドム・ゴモラ兄弟との闘いは数少ない彼の見せ場であり、かなりの実力の持ち主であることが証明されたが、アニメ版では夢オチにされてしまった。氷川へきるの漫画『まろまゆ』の17話にゲスト出演している。
忍者たち
シノブやサスケの大勢いる同級生。何人いるのかは全く不明。サスケと同じような背格好の上に同じ忍装束と覆面をしているため、部外者には判別不能だが、言動はサスケと全く同レベルなので区別できなくとも特に支障はない。彼らも毎日の鍛錬により、なかなかいい体つきをしている。サイゾウ、コゲンタという名前が作中にでてきた。多くの数が存在するが、階級がある程度決めてあるようで、数人の忍者が幹部として定例会議に出席している。
アニメ版では忍者1（川田紳司）、忍者2（小野大輔）がレギュラーで、忍者3 - 6は声優が固定されておらず、野島裕史、桐井大介、近藤孝行、保村真、上田陽司、小原雅一のいずれかが声を演じた。
デビル
声 - 銀河万丈 / 桐井大介
元は忍者屋敷の庭の池にどこかからやってきて住み着いていたワニだったが、サスケたちの教育の結果二本足で歩き人語を解するようになり、忍ワニとして生徒の一員になった。ワニでありながらその言動はい組の中で最も常識的であるが、音速丸を見ると噛み付いてみたくなるらしい。音速丸が故意にデビルに噛み付かせるのを許すことで「ワニスーツ」と化すこともできるが、下手をすると音速丸は飲み込まれてしまう。アルバイトをしたりバイクを買ったりと人並みの生活を送り、モテトークはい組随一。変温動物にもかかわらず真冬の雪山でスキーをするなどおよそ爬虫類離れしている。だが、二足歩行が可能になった代わりに泳げなくなったらしく、忍者たちに泳ぎを教わるという水棲動物らしからぬ恥ずかしい行為に及んだことも。過去には人に飼われていた事もあり、その時の名前はエンジェルだった。忍者服を着るようになったのは、作者が鱗を描くのが面倒だったため。
泉（いずみ）
声 - 根谷美智子
音速丸と昔馴染みのくのいちで、現在は忍者学園「ろ組」の頭領。音速丸と違って実力は高く人望もあるのだが、祖母譲りで軟弱な男は徹底的に鍛えようとするのでサスケたちからは恐れられている。普段は右目が髪で隠れている。
「ろ組」は「い組」とは逆にくのいちばかりで、原作では男の忍者は1人、アニメ版ではくのいちしか登場しなかった。男の忍者は周囲のくのいちのパワフルぶりに付いて行けずにやつれ果てており、どさくさに紛れて忍者学園「い組」へ逃亡した。アニメ版で「ろ組」のくのいちの声を演じたのは高橋美佳子、生天目仁美。
美人だが、独身で恋人なし。病気の祖母を安心させようと音速丸を「嘘彼氏」に仕立てたこともあり、アニメ版では過去に音速丸と何らかの関係があったと思わせるようなそぶりを見せたことがあった。
不知火 香（しらぬい かおり）
声 - 夏樹リオ
楓の母親。その色気の前では忍も音速丸もメロメロになってしまう。滅多に怒らない穏やかな性格だが、食べ物を粗末にしたときだけは本気で怒り、怒られて頬をビンタされた音速丸が素直に反省した。サスケ達にもとても人気が高く、幼くして母親と離れて暮らす雅に至っては、実母のように慕っている。web上に自分のホームページを持っているらしい。
楓のパパ
声 - 小野大輔
楓の父親。名前は不明。原作・アニメ共に2 - 3回しか登場していない。人が好く細かい事は気にしない点では香と似た者夫婦と言える。
緑（みどり）
声 - 斎藤千和
楓の白土高校でのクラスメート。街中であからさまに怪しい音速丸やサスケを見かけても至って冷静だった。しかも音速丸を「可愛い」と評して楓を驚かせる。
タケル
声 - 小林由美子
雅と同じ私立忍者学園呪術学部呪術学科小等部に在籍する美少年。雅とトップを争うほど成績優秀で、雅と同様にお札を駆使した呪術攻撃を得意としている。その実力は高く、アニメ版では音速丸を踏んづけた程度だったが、原作では雅の敵討ちとして呪術から出る手首のチョップ嵐で音速丸をきねつきモチのようにしてしまった。この時音速丸は油を体に塗って攻撃を交わそうと考えたが「油作戦は絵に描いたもちだった」と残した。
なお、雅は秘かに片想いしていたのだが、アニメ版で雅がタケルに告白した時にはすでに付き合っている人がいたため、雅は失恋する形となる。
ソドム
声 - 岩田光央
見た目はいかにも怪しげな悪人風の小男でゴモラの兄。不意打ちで倒された弟ゴモラの仇を討とうと分身の術でサスケを翻弄するも、結局尻に「トランプ手裏剣奥義ロイヤルストレートフラッシュ」を食らい返り討ちに遭う。この時尻に刺さった手札は“ブタ”だった。原作・アニメ共に最終回にもわずかだが出演。
ゴモラ
声 - 山口太郎
見た目はいかにも怪しげな悪人風の棍棒を持った大男でソドムの弟。ソドムのことを「兄者」と呼ぶ。ノーパン主義だったが、いきなり背後からサスケに「死のドレスアップ」と称して“からしブリーフ”を無理矢理に履かされ大惨事に。ソドムとともに原作・アニメ共に最終回にも僅かに出演。

### その他
黒忍（くろしのぶ）
テレビアニメのオープニングで登場したが、本編には未登場。小麦色の肌をした忍そっくりの黒い忍者（くのいち）で、忍と互角の激闘を繰り広げた。
『ぷらす』コミックス1巻では幕間の描きおろし4コマに登場している。
黒サスケ（くろサスケ）
テレビアニメのオープニングのみ登場。サスケそっくりの紫の忍者で、紫系の色を基調とした装束に覆面をしている。雅やサスケ達と戦うが、雅とマッチョ化した音速丸によって吹き飛ばされて敗北した。

## 書誌情報
『ニニンがシノブ伝』の各巻冒頭には、描き下ろしのオリジナルエピソードが収録されている。『ニニンがシノブ伝ぷらす』の単行本第1巻が発売された際には、テレビアニメで声優を担当した水樹奈々と若本規夫からの推薦コメントが帯に掲載された。
- 古賀亮一『ニニンがシノブ伝』メディアワークス〈電撃コミックスEX〉、全4巻 
  1. 2002年2月9日発売[4]、ISBN 4-8402-2068-9
  2. 2003年4月10日発売[5]、ISBN 4-8402-2365-3
  3. 2004年9月10日発売[6]、ISBN 4-8402-2815-9
  4. 2006年5月10日発売[7]、ISBN 4-8402-3468-X
- 古賀亮一『ニニンがシノブ伝ぷらす』KADOKAWA〈電撃コミックスEX〉、既刊4巻（2025年6月26日現在）
  1. 2021年10月27日発売[3][8]、ISBN 978-4-04-111917-4
  2. 2022年10月27日発売[9]、ISBN 978-4-04-113085-8
  3. 2024年1月29日発売[10]、ISBN 978-4-04-114649-1
  4. 2025年6月26日発売[11]、ISBN 978-4-04-116517-1

## ドラマCD
ドラマCDには誌上通販された原作版と、アニメ化に伴い先行販売されたアニメ版、ファンディスク版の3種類がある。原作版とアニメ版では担当声優が音速丸役の若本規夫以外異なっている。ファンディスク版はアニメ版と声優は同じである。

### 原作版
『忍法ドラマCD ニニンがシノブ伝』 Bloom 2003年（平成15年）5月
ナレーション - 小林清志

### アニメ版
フロンティア・ワークス 初回限定特典として、各巻にボーナストラックが収録された。
1. 「忍と楓の☆ニニンがラジオ伝」 2004年（平成16年）6月
2. 「夏だ! シノブだ! ドラマ100連発祭り!!」 2004年（平成16年）7月
3. 「ニニンがシノブ伝 THE MOVIE -シノブの地底忍者伝説-」 2004年（平成16年）10月

### ファンディスク版
ハピネット 特典映像DVDとドラマCDの二枚組
1. 「ニニンがシノブ伝 オーディオドラマ劇場」 2005年（平成17年）4月29日

## 携帯電話向けゲーム
アスキーメディアワークスのケータイ「電撃モバイル」では、『ニニンがシノブ伝 プニプニ』というミニゲームが配信されていた。

## アニメ
2004年（平成16年）7月、独立UHF局ほかで放送開始。全12回放送だが、1回放送分でのAパート・Bパートはそれぞれ別の話となっているので、エピソードとしては全24本からなる。なお、CBCではオープニングの製作が間に合わず、第1話のみオープニングを未完成のまま放送していた。
オープニング映像では忍（しのぶ）そっくりの黒い忍者及びサスケそっくりの紫の忍者達が登場し、シノブ達と激闘をくり広げるが、本編にはまったく登場しない。音速丸による「スーパーハンサムボーイ音速丸」 などのナレーションも、本編の内容とは無関係である。
本編中には原作者の別漫画『ゲノム』のキャラクターがたびたびゲスト出演している。第4話Aパート冒頭の原作者本人の作画であるカレンダーに描かれたイラスト にはエルエル、パクマン、コバヤシ所長、ダクエル、なっちゃんが、第5話Bパートの射的屋台にはエルエル、パクマンが、第6話Aパートでシノブと楓が遊んでいる対戦格闘ゲームにはパクマン、バッタ16世が、第7話Bパートでシノブの打ったホームランボールが着地した「地球から14万8000光年、大マゼラン星雲・バーナード星系・第2太陽系第4惑星」にはパクマンが、それぞれ登場する。
北米でも「Ninja Nonsense: The Legend of Shinobu」のタイトルでDVDが発売された。

### スタッフ
- 原作 - 古賀亮一（メディアワークス刊）
- 監督 - まついひとゆき
- シリーズ構成・脚本 - 金月龍之介
- シリーズディレクター - 外崎春雄
- キャラクターデザイン - 柴田淳
- プロップデザイン - 小船井充
- 美術監督 - 大野広司
- 色彩設定 - 千葉絵美
- 撮影監督 - 永田武士
- 編集 - 今井剛
- 音楽 - 山本はるきち
- 音響監督 - 明田川仁
- 制作プロデューサー - 近藤光
- アニメーション制作 - ユーフォーテーブル
- 製作 - ニニンがシノブ伝製作委員会（東芝エンタテインメント、ハピネット・ピクチャーズ、博報堂DYメディアパートナーズ、フロンティアワークス）

### 主題歌
オープニングテーマ「シノブ参上!」
作詞 - 森由里子 / 作曲 - 磯崎健史 / 編曲 - 鈴木Daichi秀行 / 歌 - くまのきよみ
話が進むことにより、効果音が追加される。
エンディングテーマ「くるくるりん」
作詞 - 松田モトキ / 作曲 - 渡辺未来 / 編曲 - 渡辺和紀 / 歌 - kaoru
挿入歌「シノブ音頭」（5-2 「忍者、夏祭りを行うの巻」にて使用）
作詞 - くまのきよみ / 作曲 - MIDORI / 編曲 - 包国 / 歌 - 忍（水樹奈々）

### 各話リスト
| 話数 | サブタイトル               | 絵コンテ       | 演出           | 作画監督       |
| ---- | -------------------------- | -------------- | -------------- | -------------- |
| 1    | 見習い忍者、忍見参の巻     | 寺東克己       | 寺東克己       | 柴田淳         |
| 1    | 頭領、現るの巻             | 寺東克己       | 寺東克己       | 柴田淳         |
| 2    | 忍者、花見で浮かれるの巻   | しまづ聡行     | 高橋タクロヲ   | 小林利充       |
| 2    | 忍、楓とデートするの巻     | しまづ聡行     | 高橋タクロヲ   | 高橋タクロヲ   |
| 3    | 音速丸、怒るの巻           | まついひとゆき | まついひとゆき | 酒井KEI        |
| 3    | 忍、家を出るの巻           | まついひとゆき | まついひとゆき | 小菅和久       |
| 4    | 忍者、暑がるの巻           | 小船井充       | 小船井充       | 小船井充       |
| 4    | 雅、恋をするの巻           | 小船井充       | 小船井充       | 小船井充       |
| 5    | 音速丸、地獄に落ちるの巻   | 外崎春雄       | 外崎春雄       | 外崎春雄       |
| 5    | 忍者、夏祭りを行うの巻     | 外崎春雄       | 外崎春雄       | 外崎春雄       |
| 6    | 台風が来たの巻             | しまづ聡行     | 外崎春雄       | 外崎春雄       |
| 6    | 忍者、きのこ狩るの巻       | しまづ聡行     | 外崎春雄       | 外崎春雄       |
| 7    | 音速丸、くっつくの巻       | 水本葉月       | 水本葉月       | カデカルムツミ |
| 7    | 忍、プレイボーるの巻       | 高橋タクロヲ   | 水本葉月       | 小林利充       |
| 8    | 忍、化けるの巻             | 寺東克己       | 寺東克己       | 柴田淳         |
| 8    | 怪植物、暴れるの巻         | 寺東克己       | 寺東克己       | 柴田淳         |
| 9    | 女の子、あったまるの巻     | しまづ聡行     | 外崎春雄       | 板垣敦         |
| 9    | 楓、風邪を引くの巻         | しまづ聡行     | 外崎春雄       | 倉嶋丈康       |
| 10   | 忍者、クリスマスるの巻     | 及川啓         | 野中卓也       | 及川啓         |
| 10   | 忍者、呪われるの巻         | 及川啓         | 野中卓也       | 高橋聰         |
| 11   | サスケ伝、始まるの巻       | しまづ聡行     | 小船井充       | 小船井充       |
| 11   | 忍者、恩返しするの巻       | しまづ聡行     | 柴田淳         | 浦上貴之       |
| 12   | 音速丸の秘密の巻           | まついひとゆき | まついひとゆき | 外崎春雄       |
| 12   | さらばニニンがシノブ伝の巻 | まついひとゆき | まついひとゆき | 外崎春雄       |

### 放送局
| 放送地域   | 放送局             | 放送期間                 | 放送日時           | 放送系列  | 備考             |
| ---------- | ------------------ | ------------------------ | ------------------ | --------- | ---------------- |
| 中京広域圏 | 中部日本放送       | 2004年7月7日 - 10月6日   | 水曜 26:25 - 26:55 | TBS系列   | 第7話まで最速    |
| 千葉県     | ちばテレビ         | 2004年7月9日 - 9月24日   | 金曜 24:30 - 25:00 | 独立UHF局 |                  |
| 神奈川県   | tvk                | 2004年7月10日 - 9月25日  | 土曜 25:00 - 25:30 | 独立UHF局 |                  |
| 埼玉県     | テレビ埼玉         | 2004年7月10日 - 9月25日  | 土曜 25:00 - 25:30 | 独立UHF局 |                  |
| 日本全域   | キッズステーション | 2004年9月7日 - 11月23日  | 火曜 24:30 - 25:00 | CS放送    | リピート放送あり |
| 近畿広域圏 | 毎日放送           | 2004年9月25日 - 12月11日 | 土曜 26:25 - 26:55 | TBS系列   |                  |

### 関連商品
『ニニンがシノブ伝 サウンドトラック&ソングス』 フロンティア・ワークス 2004年（平成16年）9月

### ニニンがシノブ伝ぷらす
- ニニンがシノブ伝ぷらす （日本語） - コミックNewtype（2020年6月26日 - ）
- ニニンがシノブ伝ぷらす - カドコミ（旧・ComicWalker） （日本語）
- ニニンがシノブ伝ぷらす - ニコニコ静画 （日本語）（2020年9月2日 11時01分 - ）